# Licia Maglietta
Licia Maglietta (Napoli, 16 novembre 1954) è un'attrice italiana.

## Biografia
Attrice polivalente, si è occupata di teatro, danza e cinema. Dopo essersi laureata in architettura, e dopo esperienze filodrammatiche (al Centro Culturale Giovanile di Napoli il suo esordio ne "Gli Orazi e i Curiazi" di B. Brecht, regia di Amedeo Forte, 1974),  ha incominciato la sua carriera teatrale nel gruppo Falso Movimento (Tango glaciale, 1982; Febbre gialla, 1984; Ritorno ad Alphaville, 1986) passando poi in quello dei Teatri Uniti (Seconda generazione, 1988; L'uomo dal fiore in bocca, 1990; Rasoi e insulti al pubblico, 1991; Riccardo II, 1993).
Lavora con Carlo Cecchi che la dirige ne La locandiera (1993) e in Leonce e Lena (1994), per poi passare a interpretare uno spettacolo tutto suo, Delirio amoroso (1995), nato dall'incontro con la poetessa Alda Merini. Lo spettacolo è un monologo sulla vita della poetessa, donna marchiata dall'esperienza del manicomio, ed è una delle prove più significative dell'attrice napoletana. In seguito interpreta Caligola (1997) con la regia di Elio De Capitani.
Negli anni novanta passa al cinema interpretando diversi film: Nella città barocca (1985), Morte di un matematico napoletano (1992), Rasoi (1993). Il successo le arriva prima con L'amore molesto (1995) diretto da Mario Martone, RDF - Rumori di fondo di Claudio Camarca (1996) e Le acrobate di Silvio Soldini (1997). Proprio con Soldini ha il maggior successo della sua carriera con Pane e tulipani (1999) con il quale vince nel 2000 il premio David di Donatello come miglior attrice protagonista. Dopo aver interpretato alcuni film per la tv, torna al cinema con i film Luna rossa (2001) di Antonio Capuano, Agata e la tempesta (2003) di nuovo diretto da Silvio Soldini e Nel mio amore (2004) di Susanna Tamaro. Nel 2007 è nuovamente in tv con il film in pillole Viaggio in Italia - Una favola vera assieme ad Antonio Catania, col quale aveva già lavorato in Pane e tulipani.
Nel 2009 porta in tournée, accompagnata da Vladimir Denissenkov al bajan, lo spettacolo Manca solo la domenica, tratto da un racconto di Silvana Grasso, riproposto anche nel 2015 sia in Italia che a Barcellona. Nel 2013, nella serie tv In Treatment diretta da Saverio Costanzo, ha il ruolo di Anna, supervisore dello psichiatra Giovanni Mari, interpretato da Sergio Castellitto.

## Filmografia

### Cinema
- Nella città barocca, regia di Mario Martone (1985)
- Morte di un matematico napoletano, regia di Mario Martone (1992)
- Rasoi, regia di Mario Martone (1993)
- L'amore molesto, regia di Mario Martone (1995)
- RDF - Rumori di fondo, regia di Claudio Camarca (1996)
- Le acrobate, regia di Silvio Soldini (1997)
- Pane e tulipani, regia di Silvio Soldini (2000)
- Luna rossa, regia di Antonio Capuano (2001)
- Agata e la tempesta, regia di Silvio Soldini (2003)
- Nel mio amore, regia di Susanna Tamaro (2004)
- Viaggio in Italia - Una favola vera, regia di Paolo Genovese e Luca Miniero (2007)
- La prima donna, regia di Tony Saccucci (2019)
- Una storia nera, regia di Leonardo D'Agostini (2024)
- Una famiglia sottosopra, regia di Alessandro Genovesi (2024)

### Televisione
- Tango glaciale – film TV (1984)
- Otello, regia di Carlo Zago – film TV (1985)
- Perfidi incanti, regia di Mario Martone – film TV (1985)
- Una sola debole voce – miniserie TV (1999-2001)
- Provincia segreta – miniserie TV (2000)
- Delirio amoroso, regia di Silvio Soldini – film TV (2005)
- Paolo VI - Il papa nella tempesta, regia di Fabrizio Costa – miniserie TV (2008)
- Sissi, regia di Xaver Schwarzenberger – miniserie TV (2009)
- Una pallottola nel cuore, regia di Luca Manfredi – miniserie TV (2014-2016)
- In Treatment – serie TV, 60 episodi (2013-2016)
- Tutto può succedere – serie TV (2015-2018)

### Doppiaggio
- Brucio nel vento, regia di Silvio Soldini (2002)
- Persepolis, regia di Marjane Satrapi e Vincent Paronnaud (2007)

## Riconoscimenti
- David di Donatello
  - 2000 – Migliore attrice protagonista per Pane e tulipani
  - 2002 – Candidatura alla migliore attrice protagonista per Luna rossa
  - 2004 – Candidatura alla migliore attrice protagonista per Agata e la tempesta
- Nastro d'argento
  - 2000 – Migliore attrice protagonista per Pane e tulipani
  - 2002 – Candidatura alla migliore attrice protagonista per Luna rossa
- Ciak d'oro
  - 2000 – Migliore attrice protagonista per Pane e tulipani
- Globo d'oro
  - 2000 – Miglior attrice rivelazione e candidatura alla miglior attrice per Pane e tulipani
  - 2002 – Miglior attrice per Luna rossa